# Žiar, Liptovský Mikuláš
Žiar este o comună slovacă, aflată în districtul Liptovský Mikuláš din regiunea Žilina. Localitatea se află la altitudinea de 759 m deasupra n.m., se întinde pe o suprafață de 21,89 km2 și în 2017 număra 451 de locuitori. Se învecinează cu comuna Smrečany.

## Istoric
Localitatea Žiar este atestată documentar din 1349.

## Demografie
| An:                | 1994 | 2004   | 2014   | 2024   |
| ------------------ | ---- | ------ | ------ | ------ |
| Număr de persoane: | 420  | 417    | 444    | 483    |
| Diferență:         |      | −0,71% | +6,47% | +8,78% |

| An:                | 2023 | 2024   |
| ------------------ | ---- | ------ |
| Număr de persoane: | 476  | 483    |
| Diferență:         |      | +1,47% |